# Ла-Нинья

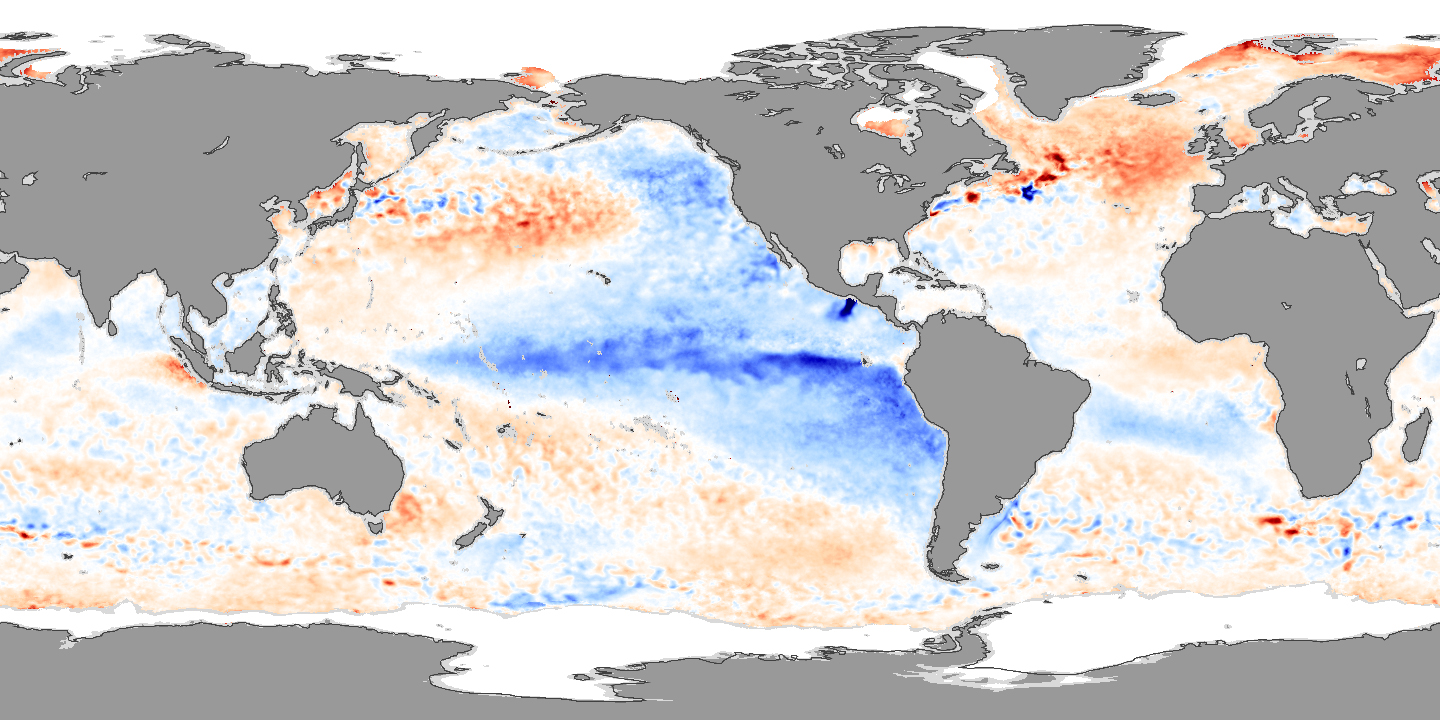
Аномалии температуры поверхности моря в ноябре 2007 г., показывающие условия La Niña

Ла-Нинья (исп. La Niña) — океаническое и атмосферное явление, которое является более холодным аналогом Эль-Ниньо, как часть более широкой климатической картины Эль-Ниньо — Южное колебание (ЭНЮК). Название Ла-Нинья на испанском языке означает «девочка» (по аналогии с El Niño — «мальчик»). В прошлом явление также называли анти-эль-Ниньо и El Viejo, что означает «старик».

## Общие сведения
Ла-Нинья представляет собой сложное погодное явление, которое возникает каждые несколько лет в результате колебаний температуры океана в экваториальной полосе Тихого океана. Это явление возникает, когда сильные ветры переносят теплую воду по поверхности океана в сторону от Южной Америки по Тихому океану в сторону Индонезии. По мере того, как эта теплая вода движется на запад, холодная вода из морских глубин поднимается на поверхность около Южной Америки; считается, что это холодная фаза более широкого погодного явления Эль-Ниньо — Южное колебание (ЭНЮК), а также противоположность погодной модели Эль-Ниньо.
Волны тропической нестабильности, видимые на картах температуры поверхности моря и показывающие язык более холодной воды, часто присутствуют во время нейтральных условий или условия Ла-Нинья.
События Ла-Нинья происходили на протяжении сотен лет и происходили регулярно в начале XVII и XIX веков. С начала XX века события Ла-Нинья произошли в течение следующих лет: 1903-04 1906-07 1909-11 1916-18 1924-25 1928-30 1938-39 1942-43 1949-51 1954-57 1964-65 1970-72 1973-76 1983-85 1988-89 1995-96 1998—2001 2005-06 2007-08 2008-09 2010-12 2016 2017-18 2020-21 2021-23.

## Воздействие на глобальный климат

Цветные полосы показывают годы Эль-Ниньо как (красный цвет, региональное потепление) и годы Ла-Нинья (синие, региональное похолодание) на фоне тренда глобального потепления. Годы Ла-Нинья обычно соответствуют ежегодному понижению глобальной температуры.

Ла-Нинья влияет на глобальный климат и нарушает нормальный характер формирования погодных условий, что может привести к сильным штормам в одних местах и засухам в других.